# 北海道教育大学附属旭川小学校
北海道教育大学附属旭川小学校（ほっかいどうきょういくだいがくふぞくあさひかわしょうがっこう）は、北海道旭川市にある国立小学校。北海道教育大学の附属小学校4校の一つである。

## 概要
北海道教育大学の附属学校であるため教育実習が多く、毎年研究大会が開かれており実験的な授業が行われる事も少なくない。同校教諭は「大学職員」という位置づけなので「教官」と呼称され、職員室にあたる場所は教官室であるが、児童は他校同様「先生」と呼ぶ。学校長は教育大学旭川校の担当教授が任ぜられるが、実務は副校長が担っている。
通学指定区域は無く、登下校の時間と安全が確保できれば通学可能であるが、基本的には旭川市内に限られる。児童数は1学年2学級編成（定員80人）。ほぼ全員が北海道教育大学附属旭川中学校へ内部進学する。

## 沿革
- 1901年7月 - 近文第五尋常小学校設置
- 1902年4月 - 上川第三尋常小学校と改称
- 1907年4月 - 上川第三尋常高等小学校と改称
- 1908年4月 - 上川第三尋常小学校と改称
- 1913年4月 - 上川第三尋常高等小学校と改称
- 1918年4月 - 北門尋常高等小学校と改称（北門町11丁目に移転）
- 1922年9月 - 北海道旭川師範学校設置許可
- 1926年4月 - 北海道旭川師範学校代用附属小学校設置許可
- 1928年1月 - 新北門小学校（現大有小学校）開校
- 1932年10月 - 北海道旭川師範学校附属小学校と改称
- 1941年4月 - 北海道旭川師範学校国民学校と改称
- 1943年4月 - 北海道第三師範学校附属国民学校と改称
- 1951年4月1日 - 北海道学芸大学附属旭川小学校と改称
- 1966年4月1日 - 北海道教育大学附属旭川小学校と改称
- 1971年12月 - 校舎新築移転（春光1区1条）
- 1972年4月1日 - 北海道教育大学教育学部附属旭川小学校と改称
- 2004年4月1日 - 国立大学法人北海道教育大学附属旭川小学校に改称